# レガスピ駅
レガスピ駅 (フィリピン語: Legaspi)は、フィリピン国鉄南方本線の駅。ルソン島南部のアルバイ州レガスピにあり、南方線の終点となっている。現在はビコール・コミューターで利用されている。かつてはタバコ支線のターミナル駅でもあった。

## 沿革
レガスピ駅は1914年11月に南カマリネス州イリガからアルバイ州タバコまでを結ぶレガスピ地域線の一部として開業した。小石打ち込み壁の駅はマニラ-レガスピ線が完成したあとの1939年に建築された。
運営の中断再開が繰り返されてきた駅であり、1941年には日本軍の侵攻に伴いアメリカ極東陸軍の命令で鉄道が破壊されて、運用が中断した。帝国陸軍は1943年3月22日に路線を修復し運用を再開したが、アメリカ軍のフィリピン奪回に伴う戦闘で再び荒廃し、これを修復し運用が再開されたのは1948年12月21日であった。
また、鉄道の位置が活火山のマヨン山近郊であることによる運行中止も見られ、1976年に土砂崩れやラハールなどによって運用停止し、1986年2月23日に運用が再開されたが、1993年2月2日にマヨン山噴火によって再度運用停止、1998年6月21日に運用が再開されたが、2006年にはグイノバタンのトラベシア近郊の橋が流されたことで2006年に再び運用が中止された。
プラットホームは右側であり、2015年のビコール・コミューターの運営開始に伴って高床型に変えられている。
レガスピ駅は2017年から6年間閉鎖されていたが、2023年12月27日に再び開業し、南カマリネス州ナガ市からアルバイ州レガスピ市までの100キロの路線が再開された。

## 旧接続線
かつてはレガスピ港とつながる鉄道線があったとされ、日本軍占領下のこの地域の写真で、駅舎の向こう側に踏切が見られる。
もともとレガスピ地域線の一部だったタバコ線は1936年に廃線となっている。